# Laku noć, Hrvatska
"Laku noć, Hrvatska" je hrvatska animirana crtana serija koju je producirala Croatia film iz Zagreba. Počela je s emitiranjem u veljači 2005. godine na televiziji Nova TV. Bila je prikazivana svakog dana do kraja godine, a 2006. počela je s prikazivanjem na OTV-u.

## O seriji
"Laku noć, Hrvatska" je parodija hrvatskih televizijskih informativnih i zabavnih programa. Serija radi satiru na osebujan broj tema i osoba, prije svega na domaće, ali i strane političare, kao i ostale osobe i teme u javnom životu. Svaka emisija ima tri osnovna dijela: vijesti, sport i vrijeme. Epizode također sadrže spin-offove.

## Glasovi
- Duško Modrinić kao Denis Latin, Ivo Sanader, Ivica Račan, Neven Ciganović, Petar Čobanković, Slavko Linić, Siniša Svilan, Zoran Vakula, Zoran Milanović, Berislav Rončević, Igor Štimac i drugi
- Joško Ševo kao Stipe Mesić, Josip Broz Tito i drugi
- Jerko Marčić kao Goran Milić, Miroslav Ćiro Blažević, Božo Sušec, Carla del Ponte (dijalog) i drugi
- Marija Borić kao Jadranka Kosor, Renata Sopek i druge

## Vanjske poveznice
- Laku noć, Hrvatska Stranica